# Organické sloučeniny rhenia
Organické sloučeniny rhenia jsou organokovové sloučeniny obsahující vazby mezi atomy uhlíku a rhenia. Protože je rhenium vzácné, tak mají málo využití; patří však mezi ně několik používaných katalyzátorů.

## Vlastnosti
Jsou známy sloučeniny rhenia v oxidačních číslech od −3 do +7 s výjimkou −2, kromě čísla −3 jsou také všechny popsány v organorheniových sloučeninách. Většinou se připravují z rhenistanů a oxidů rhenia.Také mohou být použity halogenidy, jako je chlorid rheničný, nebo oxychloridy.
Významnou vlastností organorheniových sloučenin je přítomnost oxidů a organických ligandů ve stejné koordinační sféře.

## Karbonyly
Dekakarbonyl dirhenia je nejběžnějším karbonylem tohoto prvku a používá se na přípravu dalších karbonylů rhenia, podobným způsobem, jako se získávají karbonyly Mn z dekakarbonylu dimanganu. Tento dimer lze redukovat sodným amalgámem na Na[Re(CO)5], kde má rhenium oxidační číslo −1. Bromací dekakarbonylu dirhenia vzniká brompentakarbonylrhenium, které lze potom redukovat zinkem a kyselinou octovou na pentakarbonylhydridorhenium:
Re2(CO)10 + Br2 → 2 Re(CO)5Br
Re(CO)5Br + Zn + HOAc → Re(CO)5H + ZnBr(OAc)
Brompentakarbonylrhenium se snadno dekarbonyluje, Ve vodě vytváří triaquokation:
Re(CO)5Br + 3 H2O → [Re(CO)3(H2O)3]Br + 2 CO
S tetraethylamoniumbromidem Re(CO)5Br reaguje za tvorby aniontového tribromidu:
Re(CO)5Br + 2 NEt4Br → [NEt4]2[Re(CO)3Br3] + 2 CO

## Cyklopentadienylové komplexy
Jedním z prvních popsaných hydridových komplexů přechodných kovů byl (C5H5)2ReH. Byla připravena řada polosendvičových sloučenin odvozených od (C5H5)Re(CO)3 a (C5Me5)Re(CO)3, jako jsou (C5Me5)ReO3 a (C5H5)2Re2(CO)4.

## Alkylové a arylové komplexy

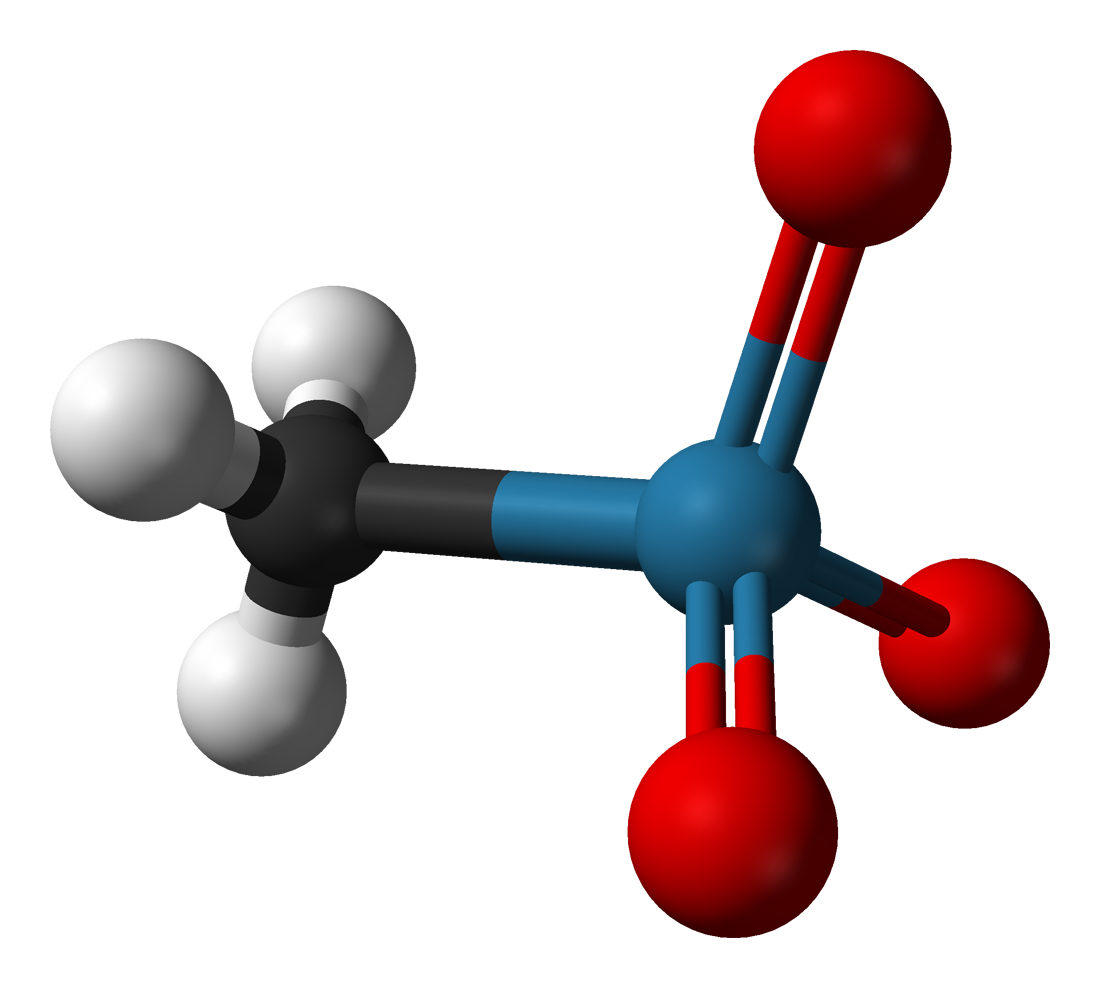
Struktura methyltrioxorhenia

Od rhenia existuje mnoho alkylových i arylových sloučenin, často obsahujících jako pí-donory další ligandy, například oxoskupiny. Příkladem může být methyltrioxorhenium (MTO), CH3ReO3, těkavá bezbarvá pevná látka, která je jedním z mála stálých alkylových komplexů kovů ve vysokých oxidačních číslech. Používá se jako katalyzátor v laboratořích. Připravit jej lze několika způsoby, například reakcí oxidu rhenistého (Re2O7) a tetramethylcínu:
Re2O7 + (CH3)4Sn → CH3ReO3 + (CH3)3SnOReO3
Jsou známy i jiné podobné alkylové a arylové sloučeniny. Přestože je PhReO3 nestálý a rozkládá se při –30 °C, tak odpovídající stericky zatížené mesitylové a 2,6-xylylové deriváty (MesReO3 a 2,6-(CH3)2C6H3ReO3) jsou za pokojové teploty stálé. Trioxo-4-trifluormethylfenylrhenium (4-CF3C6H4ReO3) s nedostatkem elektronů je také poměrně stabilní.
MTO a další organylrheniové trioxidy mohou katalyzovat oxidace peroxidem vodíku a metateze alkenů za přítomnosti Lewisových kyselin. Z koncových alkynů vznikají příslušné kyseliny nebo estery, z vnitřních alkynů diketony a z alkenů epoxidy. MTO také katalyzuje přeměny aldehydů a diazoalkanů na alkeny.
Rhenium také může tvořit komplexy s fullereny, jako je Re2(PMe3)4H8(η2:η2C60).